# Pol Vogels
Pol Vogels (Heusden-Zolder, 16 februari 1997) is een Belgische modeontwerper.

## Biografie
Pol Vogels groeide op in Heusden-Zolder. Hij voltooide zijn middelbare studies aan de Kunsthumaniora in Hasselt, met een focus op architectuur. Hoewel hij aanvankelijk de architectuur als zijn toekomst zag, begon hij tijdens zijn studie te experimenteren met mode, wat uiteindelijk leidde tot een diepere interesse voor dit vakgebied. Na zijn middelbare school besloot Vogels zich in te schrijven aan de modeafdeling van de Stedelijke Academie voor Schone Kunsten (SASK) in Sint-Niklaas. Hij studeerde in 2021 af.
Tijdens zijn opleiding aan de academie bouwde Vogels contacten op, waaronder een samenwerking met de Vlaamse stylist Jody Van Geert. Vogels ontwierp de defilé-outfit van Prinses Delphine die ze droeg ter gelegenheid van de Belgische nationale feestdag in 2022. Het ontwerp, een rode jurk met een duif erop, was een verwijzing naar zijn beide grootvaders die duivenmelkers waren. De jurk was daarna te zien in het Modemuseum Hasselt en op het Paleis op de Meir in Antwerpen.
In 2024 droeg Prinses Delphine opnieuw een ontwerp van Vogels. Tijdens de eucharistieviering ter nagedachtenis van de overleden leden van de Belgische koninklijke familie droeg ze een blauwe jas van zijn hand.

## Inspiratiebronnen
Zijn inspiratiebronnen zijn onder meer vogels, duivenmelkers en folklore. Ook de Belgische kunstenaars René Magritte, Roger Raveel, James Ensor en Adele Renault noemt Vogels als inspiratiebronnen. Naar eigen zeggen vertaalt hij 'wat onesthetisch of lelijk wordt bevonden naar optimisme en kinderlijke verbeeldingskracht, met als doel je te laten nadenken over wat schoonheid nu precies inhoudt'.